# Lucio Ateio Pretestato
Lucio Ateio Pretestato (in latino Lucius Ateius Praetextatus; Atene, prima dell'86 a.C. – Roma, I secolo a.C.) è stato un grammatico romano.

## Biografia
Nato ad Atene, venne condotto a Roma come prigioniero di guerra dopo la presa di Atene (86 a.C.) e utilizzato da Marco Ateio, suo padrone, come maestro di grammatica e di retorica.
Pretestato divenne, poi, amico di Sallustio e di Asinio Pollione, collaborando con essi nella preparazione delle loro opere con lavori di tipo sussidiario e compendiario, dandosi il soprannome di Philologus.

## Opere
Pretestato, come detto, aiutò Sallustio nella preparazione delle sue opere storiche, a quanto riporta Svetonio, componendo un breviario di storia romana (Breviarium rerum romanarum), mentre per l'amico Pollione compose un manuale di retorica (De ratione scribendi); di entrambe le opere non resta nulla.
Festo fa, inoltre, menzione del suo Liber glossematum, di cui trasmette una singola glossa, oltre a citarlo in altri passi, mentre Carisio menziona un'opera dal titolo An amaverit Dido Aeneas, di cui non si può dedurre nullaː in base alle notizie svetoniane, si potrebbe essere trattato di una declamazione.
Ancora, sappiamo che il suo lavoro più vasto fu certamente una miscellanea dal titolo Hyle (corrispondente al latino Silva), che, sempre secondo Svetonio, ricordava in una lettera a un certo Lelio Erma con le parole: «Ricordati di raccomandare il mio Hyle per gli altri; come sai, si tratta di materiale di ogni genere, raccolto in ottocento libri».